# Tobias Buckell
Œuvres principales
- Série Xenowealth
- Le Protocole Cole

Tobias S. Buckell, né le 2 janvier 1979 dans l'île de la Grenade, est un écrivain grenadien de science-fiction.

## Œuvres

### UniversHalo
1. Le Protocole Cole, Milady, 2015 ((en) The Cole Protocol, 2008)
2. (en) Envoy, 2017

### SérieXenowealth
1. Crystal Rain, SW Télémaque, 2010 ((en) Crystal Rain, 2006)
2. (en) Ragamuffin, 2007
3. (en) Sly Mongoose, 2008
4. (en) The Apocalypse Ocean, 2012

- (en) Xenowealth: A Collection, 2015

### Romans indépendants
- (en) The Omega Egg, 2007Écrit avec Michael A. Burstein (en), Pat Cadigan, Bill Fawcett (en), David Gerrold, Brian Herbert, James Patrick Kelly, Kay Kenyon, Nancy Kress, Stephen Leigh, Jody Lynn Nye (en), Laura Resnick, Mike Resnick, Kristine Kathryn Rusch, Robert Sheckley, Dean Wesley Smith (en) et Jane Yolen.
- (en) The Executioness, 2011Roman court situé dans le même univers que L'Alchimiste de Khaim de Paolo Bacigalupi
- (en) Arctic Rising, 2012
- (en) Hurricane Fever, 2014
- (en) The Trove, 2017
- (en) A Stranger in the Citadel, 2021Réédition dans une version révisée, 2023
- (en) The Runes of Engagement, 2024Écrit avec David Klecha.

### Recueils de nouvelles
- (en) Tides From the New Worlds, 2009
- (en) Nascence: 17 Failed Stories and What They Taught Me, 2012
- (en) Shoggoths in Traffic and Other Stories, 2021
- (en) Zen and the Art of Starship Maintenance and Other Stories, 2023

### Anthologies
- (en) The Tangled Lands, 2018Écrit avec Paolo Bacigalupi. Contient deux nouvelles de chaque auteur, situées toutes dans le même univers - Prix World Fantasy du meilleur recueil de nouvelles 2019
  - L'Alchimiste de Khaim, 2014 ((en) The Alchemist, 2010)Roman court par Paolo Bacigalupi
  - (en) The Executioness, 2010Roman court par Tobias S. Buckell
  - (en) The Children of Khaim, 2018Roman court par Paolo Bacigalupi
  - (en) The Blacksmith's Daughter, 2018Roman court par Tobias S. Buckell